# Krišjānis Valdemārs
Krišjānis Valdemārs (ur. 2 grudnia 1825, zm. 7 grudnia 1891 w Moskwie) – łotewski pisarz, publicysta, wydawca i polityk, jeden z głównych ideologów ruchu młodołotewskiego.
Po ukończeniu nauki w szkole podstawowej pracował jako nauczyciel w miejscowości Sasmaka (dziś noszącej na jego cześć nazwę Valdemārpils). Ukończył następnie (1854) gimnazjum w Lipawie i podjął studia na kierunku prawo i ekonomia na uniwersytecie w Tartu. Pracował potem w Petersburgu jako urzędnik w ministerstwie finansów. W 1862 r. rozpoczął wydawanie czasopisma Pēterburgas Avīzes (łot. Gazeta Petersburska), zasłużonego dla rozwoju ruchu młodołotewskiego i rozbudzenia łotewskiej świadomości narodowej.
Zadebiutował w 1853 r. publikując zbiór opowiastek, aforyzmów i zagadek 300 stāsti, smieklu stastiņi un miklas. W późniejszym czasie zaangażował się w walkę o emancypację ludności łotewskiej. Jako publicysta pisał artykuły i rozprawy, poświęcone walce z germanizacją i uprzywilejowaniem Niemców bałtyckich, apelował również o potrzebę rozwoju oświaty w języku łotewskim. Dzięki jego działalności powstało na Łotwie kilka szkół morskich (pierwsza w 1864 r. w Ainaži), które ułatwiły awans ekonomiczny części ludności łotewskiej i pozwoliły na rozwój gospodarczy nadmorskich osiedli.
Opracował i wydał kilka słowników: rosyjsko-łotewsko-niemiecki (1872), łotewsko-rosyjsko-niemiecki (1879) i łotewsko-rosyjski (1890).
Zmarł w Moskwie. Pochowany jest na Cmentarzu Wielkim w Rydze.